# Bhyrapura, Sagar
Bhyrapura là một làng thuộc tehsil Sagar, huyện Shimoga, bang Karnataka, Ấn Độ.